# Ducesa Elena de Bavaria
Helene Caroline Therese, Ducesă de Bavaria (4 aprilie 1834 - 16 mai 1890) supranumită Néné, a fost prințesă bavareză și, prin căsătorie, membră a familiei Thurn și Taxis.
A fost sora mai mare a împărătesei Sisi a Austriei. Helene a fost fiica cea mare a Ducelui Maximilian Joseph de Bavaria și a Prințesei Ludovika de Bavaria. Reședința familiei era Castelul Possenhofen. 

## Căsătorie

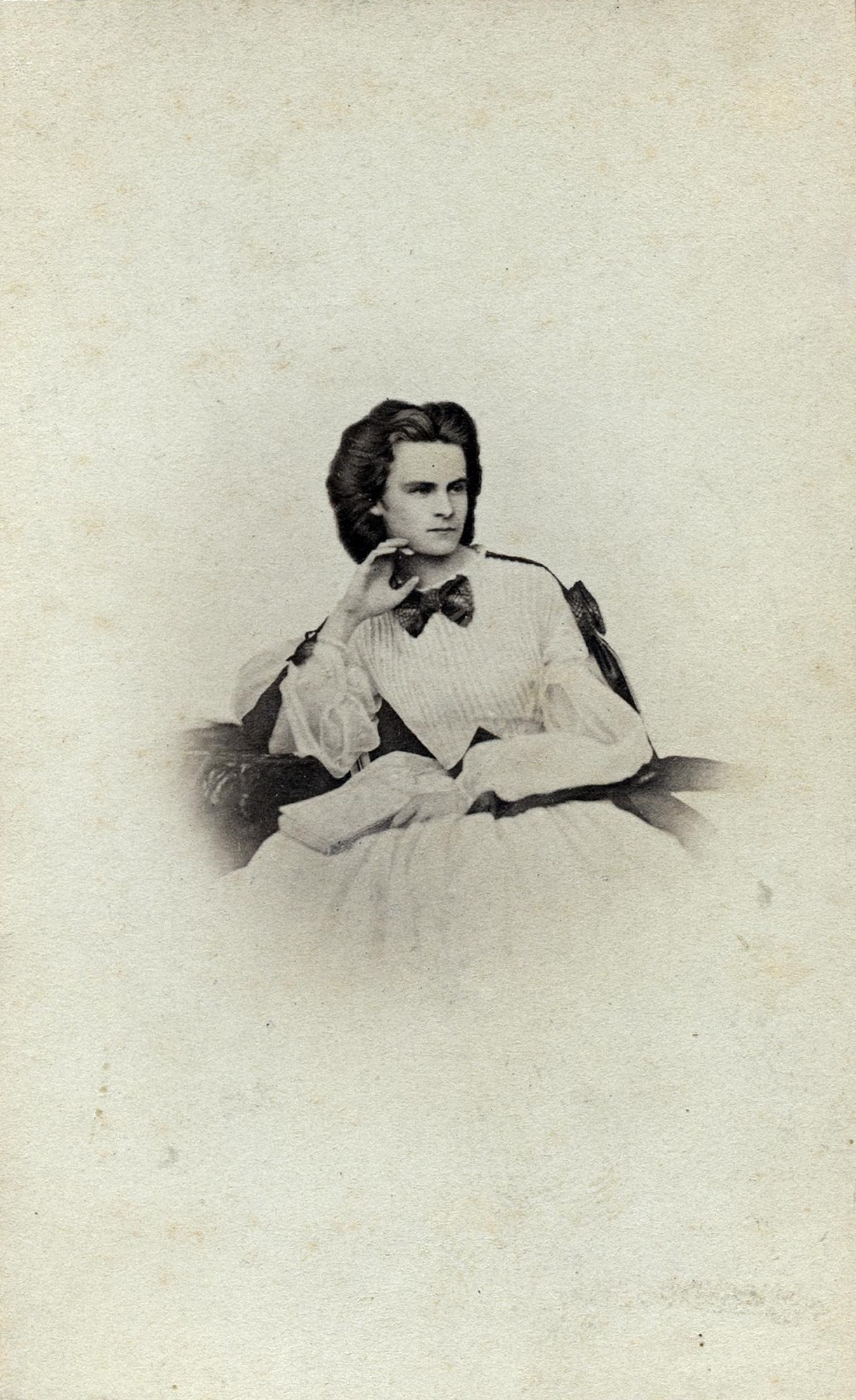
Ducesa Helene de Bavaria

În 1853 ea a călătorit cu mama sa Ludovika și sora mai mică Elisabeta în stațiunea Bad Ischl din Austria superioară cu speranța că va deveni mireasa vărului ei Franz Josef, atunci împărat al Austriei. El a preferat-o pe Elisabeta. Helene era neobișnuit de pioasă și s-ar fi potrivit mai bine la curtea habsburgică. 
După eșecul logodnei, ea a suferit o depresie iar Ludovika a devenit preocupată de faptul că Helen va intra la mănăstire. Helen s-a resemnat cu gândul că va rămâne singură. La 22 de ani era considerată fată bătrână însă mama ei i-a aranjat o întâlnire cu Maximilian Anton Lamoral, Prinț Ereditar de Thurn și Taxis. În timp ce prințul era în vacanță la Possenhofen, el a discutat planurile de nuntă cu părinții ei care au acceptat imediat.
Singura dificultate consta în faptul că deși familia Thurn și Taxis se număra printre cele mai bogate din țară, din punct de vedere social nu erau considerați egali cu o prințesă care avea sânge regal și cu o membră a Casei de Wittelsbach. Din această cauză, la început, regele Maximilian al II-lea al Bavariei nu a fost de acord cu căsătoria celor doi însă datorită influenței Eisabetei, în cele din urmă căsătoria a avut loc la 24 august 1858 la Possenhofen. În mod ironic, în ciuda obiecțiilor inițiale, mariajul Helenei a fost considerat cel mai fericit dintre cele ale celor cinci surori Wittelsbach. 
Fiica ei Louisa s-a născut în 1859 urmată de a doua fiică, Elisabeta, în 1860. La scurtă vreme după nașterea celui de-al doilea copil ea a călătorit în Corfu pentru a-și vizita sora Elisabeta care era foarte bolnavă. S-a întors la Viena unde i-a comunicat împăratului Franz Josef despre starea proastă a soției sale.
A născut mult așteptatul fiu numit Maximilian Maria în 1862 iar în 1867 un alt fiu numit Albert.
Chiar dacă cei doi au avut o căsnicie fericită, ea a fost umbrită de bolile cronice de rinichi ale soțului ei Maximilian. Nici tratamentul din Karlsbad, nici cei mai buni medici nu l-au putut salva. A murit în 1867, la numai 36 de ani.
Helene s-a ocupat cu activitățile caritabile. Ea a primit tutela copiilor ei de la împăratul austriac. Socrul ei a început să o includă în afacerile Casei Thurn și Taxis văzând în ea un sprijin și un succesor. În acest fel, ea a devenit capul familiei până când fiul ei cel mare a devenit major.
În 1877 fiica ei Elisabeta s-a căsătorit cu Prințul Miguel de Braganza, pretendent la tronul Portugaliei. Sănătatea fiicei ei s-a deteriorat după nașterea primului copil și a murit în 1881 la vârsta de 20 de ani.
În 1879 fiica cea mare a Helenei, Louise, s-a căsătorit cu tânărul Prinț Frederic de Hohenzollern-Sigmaringen. Cuplul nu a avut copii.
În 1883, fiul ei Maximilian a preluat afacerile familiei însă a murit de embolism pulmonar în 1885. Din nou Helene a devenit capul familiei până la majoratul celui de-al doilea fiu Albert în 1888. După acest an Helene s-a retras și s-a dedicat religiei.
S-a îmbolnăvit de cancer la stomac în 1890. Sora ei Elisabeta a fost ultima persoană cu care a vorbit.